# Remeros de San Juan
Remeros de San Juan (Donibaneko Arraunlariak en euskera) fue un club de remo de Pasajes de San Juan.

## Historia
Donibaneko Arraunlariak surgió a modo de escisión del club Koxtape en 1991. La tensión existente entre diversos sectores del club explotó tras un indicente en la Bandera de la Concha de aquel año. La división fue radical entre directivos, técnicos, remeros y, en general, entre dos sectores del mismo pueblo. Tras diez años de confrontación, se consiguió recuperar la unión sanjuandarra al volver a integrarse todos sus miembros en el club original.

## Palmarés
- 1 Bandera de La Concha: 1995[3]
- 2 Campeonatos de España de Trainerillas: 1992 y 1999
- 1 Campeonato de Euskadi de Trainerillas: 1999
- 1 Campeonato de Euskadi de Bateles: 1992
- 2 Campeonatos de Guipúzcoa de Bateles: 1992 y 1993
- 4 Bandera de Elanchove: 1992, 1993, 1995 y 1997
- 3 Bandera de Fuenterrabía: 1992, 1995 y 1997
- 1 Gran Premio del Nervión: 1992
- 2 Bandera de Santurce: 1994 y 1998
- 1 Bandera de Guecho: 1994
- 1 Bandera Villa de Bilbao: 1996